# Награда Удружења филмских глумаца за животно дело

## Награђени
- 1962: Еди Кантор[1]
- 1963: Стен Лорел[2]
- 1964: Није додељивана
- 1965: Боб Хоуп[3]
- 1966: Барбара Стенвик
- 1967: Вилијам Гарган
- 1968: Џејмс Стјуарт
- 1969: Едвард Џи Робинсон
- 1970: Грегори Пек
- 1971: Чарлтон Хестон
- 1972: Френк Синатра
- 1973: Марта Реј
- 1974: Волтер Пиџон
- 1975: Розалинд Расел
- 1976: Перл Бејли[4]
- 1977: Џејмс Кегни
- 1978: Едгар Берген
- 1979: Катрин Хепберн
- 1980: Лион Ејмс
- 1981: Није додељивана
- 1982: Дени Кеј
- 1983: Ралф Белами
- 1984: Иги Вулфингтон[5]
- 1985: Пол Њумен и Џоана Вудвард
- 1986: Нанает Фабреј[6]
- 1987: Ред Скелтон[7]
- 1988: Џин Кели[8]
- 1989: Џек Лемон[9]
- 1990: Брок Питерс[10]
- 1991: Берт Ланкастер
- 1992: Одри Хепберн
- 1993: Рикардо Монталбан[11]
- 1994: Џорџ Бернс
- 1995: Роберт Редфорд
- 1996: Анџела Ленсбери[12]
- 1997: Елизабет Тејлор
- 1998: Кирк Даглас[13]
- 1999: Сидни Поатје[14]
- 2000: Ози Дејвис и Руби Ди[15]
- 2001: Едвард Аснер[16]
- 2002: Клинт Иствуд[17]
- 2003: Карл Малден[18]
- 2004: Џејмс Гарнер[19]
- 2005: Ширли Темпл[20]
- 2006: Џули Ендруз[21]
- 2007: Чарлс Дернинг[22]
- 2008: Џејмс Ерл Џоунс[23]
- 2009: Бети Вајт[24]
- 2010: Ернест Боргнајн[25]
- 2011: Мери Тајлер Мур[26]
- 2012: Дик ван Дајк[27]
- 2013: Рита Морено[28]
- 2014: Деби Рејнолдс[29]
- 2015: Керол Бернет
- 2016: Лили Томлин
- 2017: Морган Фриман
- 2018: Алан Алда
- 2019: Роберт де Ниро
- 2020: Није додељивана
- 2021: Хелен Мирен
- 2022: Сали Филд
- 2023: Барбара Страјсенд
- 2024: Џејн Фонда